# 人文主義地理学
人文主義地理学（じんぶんしゅぎちりがく、英語: humanistic geography）あるいは人間主義地理学（にんげんしゅぎしゅぎちりがく）は、1970年代にアメリカ合衆国やカナダで発生した人文地理学の考え方で、空間における個々の人間性を重視する。

## 概要
1960年代にアメリカ合衆国で進行した計量革命により、地理学では実証主義化が進行した。しかし、人間を物量として扱う実証主義への反対意見が生まれ、数値や法則で表現できない、人間らしく生き生きとした空間を考えようとして、人文主義地理学が形成された。
人文主義地理学の成立・拡大における主要人物として、イーフー・トゥアンを挙げることができる。トゥアンは人間と自然とのつながりに強い関心を寄せ、また人間を理解するために新たな方法論（現象学の導入など）を持ち込み、人間の心理や人間性にも着目して、人文環境の理解に努めようとした。
ただし、人間の主観性を重視する人文主義地理学的な概念は、古くはジョン・カートランド・ライトなどにも見られ、ライトはジオソフィを提唱していた。ライトは人間のイメージについてを着目しており、現象学的地理学ないし人文主義地理学につながったものとされる。ライトの影響を受けたデイヴィッド・ローウェンサルは「主体からみた空間」（subjective space）の概念を地理学に持ち込もうとした。なお、Lowenthal (1961)は地理学において人文主義的な見方を取り入れた最古の研究とされる。
この他、エドワード・レルフはトゥアンと同様に現象学の思想を人文地理学に持ち込み、日常生活における具体的な出来事および、人々の「場所」に対する意味づけとその背景構造を研究対象にすることを主張した。
ただし、人文主義地理学は特定の研究対象と研究方法をもつ地理学の一分野とは言い切れず、地理学の研究アプローチの1つとして捉えるとよいとされる。

## 日本における人文主義地理学
日本で人文主義地理学が初めて紹介された事例として、山野 (1979)および竹内 (1979)が挙げられる。これらの論文では英語圏における人文主義的な地理学研究の紹介がなされた。
日本でトゥアンの著書が翻訳されたこともあり、トゥアンによる方法論の影響力が大きいという主張もある。
米田・潟山 (1991)では、日本における人文主義地理学的な研究について、主観性・人間性を取り戻した研究、記号論的な方法論をとった研究、場所イメージに関する研究、メンタルマップに関する研究、ゲシュタルト心理学的な見方を利用した景観研究の5つに分類している。ただし日本での人文主義地理学的な研究は空間認知が視覚に限られることが多いという批判もある（実際、日本国外では1991年時点でも嗅覚や聴覚など他の感覚による空間認知による感覚地理学が発生していた）。

## 批判
人文主義地理学は実証主義を否定する関係で、根本的な部分自体が批判対象となっている。例えば、デイヴィッド・レイは、人文主義地理学における主観性の過剰さ、方法論の不在、内的な理解へ依存した現実認識の3点を問題視している。エントリキンも人文主義地理学における方法論の不在を指摘し、人文主義地理学の最大の存在意義は実証主義への批判と考えている。山野正彦は、人文主義地理学は実証主義の立場からの批判に対抗できていないものの、科学的思考への依存による弊害を防ぐために、環境計画などで人文主義地理学が必要とされると主張し、実際に行われている人文主義地理学的な研究例として、地理学史研究、都市社会地理学、過去の景観復元、人間味のある空間研究を指摘している。